# ふたりのパラダイス
『ふたりのパラダイス』（原題: Wanderlust）は、2012年にアメリカ合衆国で製作されたロマンティック・コメディ映画。日本では劇場公開されずビデオスルーされた。
ジェニファー・アニストンとジャスティン・セローは、この作品で共演したことをきっかけに付き合いを開始し、その後セローの誕生日に婚約したことを発表した。

## ストーリー
ジョージとリンダのガーゲンブラット夫妻は都会に住む夫婦で、迷った末にニューヨークに小さいアパートを購入した。ジョージは自分の昇進を期待しており、リンダはドキュメンタリーをHBOに売り込もうとしている。ところが家を購入して間もなく、ジョージは一夜にして会社が倒産したことを知り、リンダはHBOから自作のドキュメンタリーを却下される。2人とも無職となり、アパートを売ることを余儀無くされ、ジョージの傲慢な弟リックがジョージに仕事があると言ったことから、リックとその妻マリサと一緒に暮らすために、車でアトランタへ向かうことになる。
何時間も高速道路を走った後、リンダが停まって休もうと言う。そこから最も近い宿泊場所は、エリジウム（Elysium; 理想郷）という名のB&Bホテルだった。高速道路を降りてホテルに近づくと、前方を裸の男が歩いているのを見て驚く。その男は2人に近づいて来る。ぎょっとして不安になったジョージは高速道路に戻ろうとするが、誤って車を横転させてしまう。その裸の男ウェイン・デイヴィッドソンが2人が車から抜け出すのを手伝い、2人はそのホテルに泊まらざるを得なくなる。2人は何人かの風変りな宿泊客と会い、それから就寝する。眠ろうとするが、階下の騒音が気になってしまう。彼らが見に行くと、エリジウムがヒッピーのコミューンであることを知る。2人は、セス、エヴァ、エリジウムのオーナーであるカーヴィンなど、エリジウムの様々な風変わりな住人に出会う。ジョージとリンダは、以前よりも生き生きとした気分で夜を過ごす。朝、セスはエリジウムに留まるように2人を促すが、全員で車を元に戻して2人が出発するのを手伝い、2人はアトランタへ向かう。
ジョージとリンダはリックの家に到着するが、家の雰囲気が何か混沌としていることに気付く。ジョージはすぐにリックとの関係が耐えられないものになり、リンダと一緒にエリジウムに行き、歓迎される。ジョージはそこでのシンプルなライフスタイルにわくわくするが、リンダは躊躇している。彼らは取り敢えず2週間、試しに滞在することにする。数日後、「心の中をさらけ出す集まり」で麻薬入りのお茶を飲んだリンダは啓発されたと感じ始めるが、ジョージは疑問を持ち始める。セスとエヴァがそれぞれリンダとジョージを誘惑したいと考えていることが明らかになり、ジョージとリンダは「自由恋愛」が強く推奨されていることを知る。ジョージもリンダも自由恋愛という概念を否定したことから、様々な奇妙な状況が現出することとなる。
また、エリジウムについては土地の所有権について係争中であり、カーヴィンが土地の権利書を紛失したために、不動産開発業者がその土地にカジノを建設することを狙っている。開発業者がブルドーザーと共に乗り込んで来ると、テレビの取材班の興味を掻き立てるために、リンダは胸をはだけて彼らを驚かせ、また他の多くのメンバーも同様のことをしたため、センセーショナルに報道され、開発は中止された。リンダはコミューンから英雄として賞賛される。お試し期間の2週間が経過し、ジョージはここに留まるなら「自由恋愛」を受け容れなくてはならなくなると言って、エリジウムから一緒に去るようリンダに言う。リンダは留まりたいと思っており、セスとセックスをする。ジョージはエヴァとセックスするよう仕向けられるが、居心地が悪くなり、ぎこちない奇妙な行動で彼女を追い払ってしまう。翌朝、ジョージは再び我慢の限界点に達し、エリジウムのルールが嫌で去りたいと言う。リンダは残りたいと言ったことから、ジョージは1人でリックの家に戻る。
セスはリンダが自分のソウルメイトであると確信し、エリジウムの土地の権利書を探し、それを見つけて不動産開発業者に11,000ドルで売り、コミューンを裏切ってリンダと新しい生活を始めようとする。コミューンの子供の1人が、セスとカジノを建設しようとする男が土地の権利書を燃やすのを目撃する。セスはリンダに、一緒にエリジウムから去ろう、他の人たちは自分たちのことは自分で出来るからと言うが、リンダは拒否する。
一方、ジョージはリンダを愛していることに気付き、リンダを探しに戻って来て、コミューンの人たちが見守り、「非暴力」で助けようとする中、セスと闘う。セスが証書を燃やすのを目撃した子供は何が起こったのかをコミューンの人たちに話し、ジョージはセスの顎を殴る。
その後、エリジウムを取材したニュース番組は、コミューンについての続報を放送する。ジョージとリンダは出版社を立ち上げ、最初の本はウェインが書いた政治スリラー小説だった。その小説はレイ・リオッタ主演で映画化される。カーヴィンはエリジウムの創設者全員と再会し、そのうちの1人が土地の権利書のコピーを持っていたことから、エリジウムに対する権利を取り戻す。

## キャスト
※括弧内は日本語吹替
- ジョージ - ポール・ラッド（東地宏樹）
- リンダ - ジェニファー・アニストン（安達忍）
- セス - ジャスティン・セロー（檀臣幸）
- カーヴィン - アラン・アルダ（小島敏彦）
- エヴァ - マリン・アッカーマン（まつだ志緒理）
- ウェイン - ジョー・ロー・トルグリオ（多田野曜平）